# Île Vundwe
Vundwe est une île se trouvant dans le sud de l'archipel de Zanzibar, en Tanzanie. Elle est reliée à l'île d'Uzi par un fin bras de mangrove. Cette île se trouve dans la baie de Menai.